# Kyklos
Der Kyklos (altgriechisch κύκλος: „Ring, Kreis“, lateinisch redditio: „Wieder-/Rückgabe“ oder inclusio: „Ein-/Umschließung“) ist eine rhetorische Figur aus der Gruppe der Wiederholungsfiguren. Als Kyklos bezeichnet man die Umrahmung eines Satzes, Verses oder einer anderen syntaktischen oder semantischen Einheit durch die Wiederholung desselben Wortes oder des gleichen Satzgliedes. Dies lässt sich durch folgendes Schema veranschaulichen:
x ... ... ... x
Nahe verwandt mit dem Kyklos sind die Figuren Anapher, Epipher und Anadiplose; vgl. auch Chiasmus.

## Beispiele
- „Entbehren sollst du! sollst entbehren!“ (Goethe, Faust I, V. 1549)
- „Cras amet, qui numquam amavit, quique amavit, cras amet.“ (Pervigilium Veneris, deutsch ungefähr: Morgen liebe, wer niemals geliebt hat, wer schon geliebt hat, liebe morgen.)
- „Unwissender, niederträchtiger Kerl! hast du mir es nicht oft genug gesagt, daß ich mich aus der Stube fortmachen soll? Kannst du dir denn aber nicht einbilden, daß die, welche im Kabinette hat sein dürfen, auch Erlaubnis haben werde, in der Stube zu sein? Unwissender, niederträchtiger Kerl!“ (Lessing, Der junge Gelehrte, 3. Akt, 14. Auftritt)